# Walcherhorn
Das Walcherhorn ist ein 3692 m hoher Berg in den Berner Alpen in der Schweiz. Zwischen Mönch und Grossem Fiescherhorn auf dem Hauptkamm der Berner Alpen gelegen, führen über den Gipfel sowohl die Grenze der Kantone Bern und Wallis bzw. die Grenze der Gemeinden Grindelwald und Fieschertal als auch die Wasserscheide zwischen Aare und Rhone. Das Walcherhorn ist eine nur eine wenig prominente, aber namensgebende Erhebung im Nordwestgrat (Walchergrat) des Grossen Fiescherhorns, von dem es sich durch ein unbenanntes vergletschertes Joch (3604 m) absetzt. Gegen Norden bilden die im oberen Teil eisfreien Flanken des Walcherhorns den westlichsten Teil der Fiescherwand, die steil zum Ischmeer abfällt. Im Süden reicht das Eis des zum Aletschgletscher gehörenden Ewigschneefäld näher an den Gipfel heran, dieser selbst ist aber auch hier im obersten Teil eisfrei.
Obwohl das Walcherhorn bezüglich Höhe von zahlreichen Bergen in der näheren Umgebung übertroffen wird, ist es aufgrund der guten Erreichbarkeit von der Mönchsjochhütte oder dem Jungfraujoch, den niedrigen Anforderungen an Kondition und Technik sowie der Aussicht in alle Richtungen ein beliebtes Hochtourenziel. Die Normalroute von der Mönchsjochhütte über das Ewigschneefäld wird auf der SAC-Hochtourenskala mit L (leicht) bewertet und dauert im Aufstieg ungefähr zweieinhalb Stunden. Die Winterroute vom Jungfraujoch her wird mit WS- bewertet. Trotz den relativ geringen Anforderungen handelt es sich jeweils um ernsthafte Gletschertouren.